# Neuville-sur-Authou
Neuville-sur-Authou ist eine französische Gemeinde mit 192 Einwohnern (Stand 1. Januar 2022) im Département Eure in der Region Normandie.

## Geografie
Neuville-sur-Authou liegt im Osten des Lieuvin, zwischen den Nachbargemeinden Saint-Victor-d’Épine im Westen und Brétigny im Osten, 14 Kilometer nordöstlich von Bernay und 5 Kilometer westlich des Tals der Risle an einer alten Römerstraße, die Brionne (Breviodurum) mit Dreux (Durocasses) verband. Zur Gemeinde gehört der Weiler Boucheville und die Ortsteile La Davoudière und Le Mesnil. Der Ortskern wird Le Village genannt.

### Geologie
Das Erdreich besteht vor Ort aus kreidehaltigem Alluvialboden. Dadurch besteht die Gefahr, dass Marnières (alte Mergelgruben), einen Erdrutsch verursachen. Die 1,5 bis 2 Meter breiten und viele Meter tiefen Löcher können zum Beispiel nach starkem Regen entstehen. Es sind Öffnungen der Zugangsschächte, deren Schuttfüllung in die Seitengänge geschwemmt wurde. Die Decken der Abbauschächte können ebenfalls einstürzen, was breitere Löcher entstehen lässt. Erdrutsche durch starken Regenfall ereigneten sich in der Gemeinde im Dezember 1999. Am 31. März 2001 stürzte die Decke einer Marnière ein, es entstand ein 25 Meter tiefes Loch mit einem Durchmesser von 10 Metern. Eine Person kam dabei zu Tode.

## Geschichte
Der Name der Gemeinde ist vom lateinischen Ausdruck nova villa abgeleitet, was „neue Stadt“ bedeutet. Der Authou war der Name eines Teils eines Wasserlaufs, der heute bei Livet-sur-Authou nach einem Leprosorium La Croix Blanche heißt und in Authou nur le torrent (‚der Wildbach‘) genannt wird. Erst nachdem er Authou passiert hat, wird er von der Bevölkerung heute noch Authou genannt. Dieser Wasserlauf heißt aber im Internetangebot des Office national de l’eau (‚nationales Wasseramt‘) auf ganzer Länge La Croix Blanche. Der Weiler Boucheville wurde im 13. Jahrhundert als Bougeville urkundlich erwähnt.
Robert de Ros aus Bolton in Northumberland verschenkte die Kirche Notre-Dame („Unsere Liebe Frau“) in Neuville-sur-Authou im 12. Jahrhundert an die Abtei Le Bec, diese Schenkung wurde von Robert de Cantelou bestätigt. Seit dem frühen 17. Jahrhundert bis zur Französischen Revolution (1789–1799) gehörte das Lehen Neuville der Familie de Bellemare.
Neuville-sur-Authou erhielt 1793 im Zuge der Französischen Revolution den Status einer Gemeinde (als Neuville sur Authon) und 1801 das Recht auf kommunale Selbstverwaltung (als Authon).
| Jahr      | 1793 | 1806 | 1856 | 1866 | 1896 | 1946 | 1975 | 1990 | 1999 | 2006 |
| --------- | ---- | ---- | ---- | ---- | ---- | ---- | ---- | ---- | ---- | ---- |
| Einwohner | 512  | 618  | 441  | 361  | 214  | 152  | 114  | 126  | 128  | 175  |

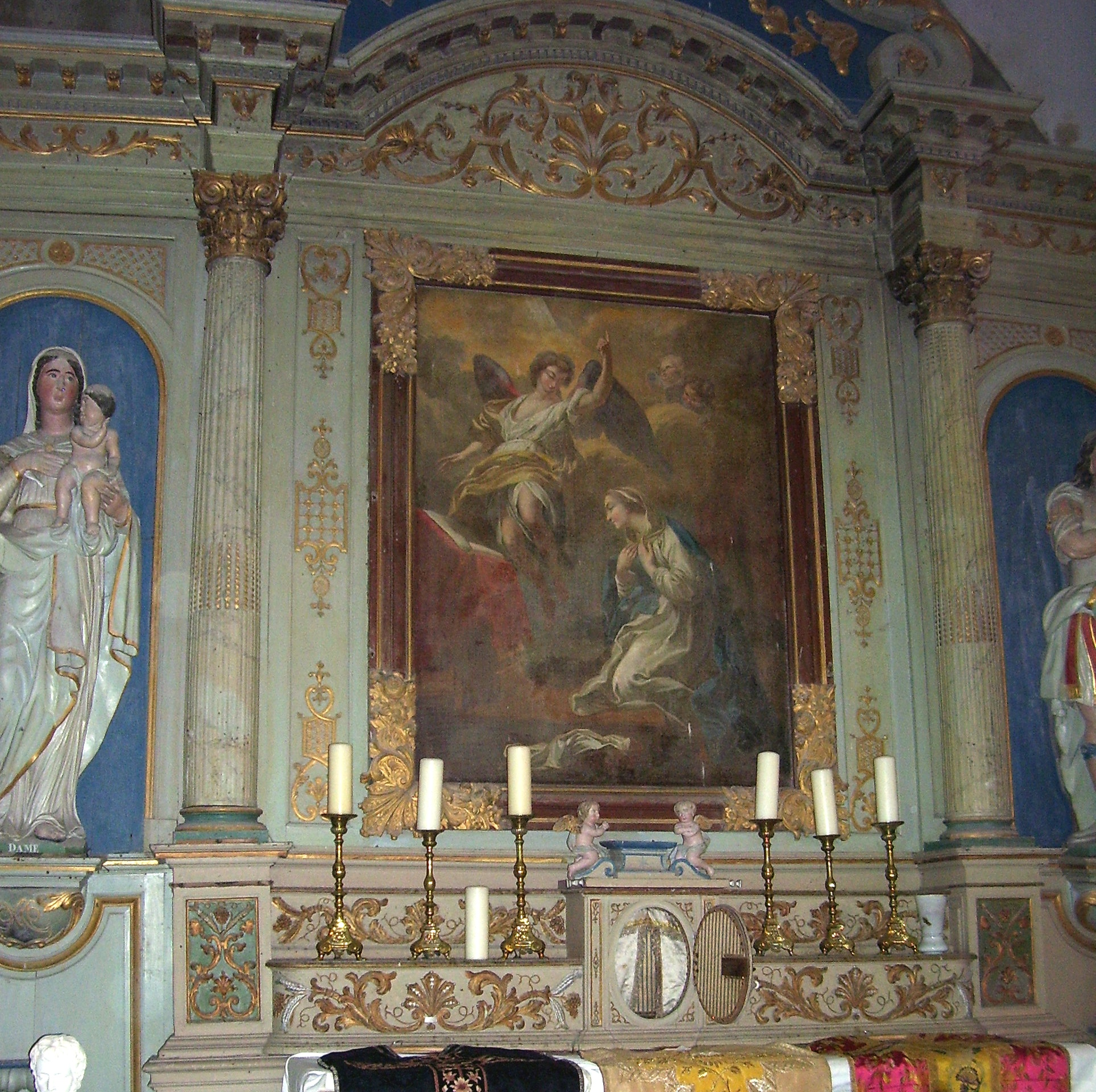
Altarretabel mit dem Gemälde, das François Lemoyne zugeschrieben wird

Am meisten Einwohner (Neuvillais) hatte Neuville-sur-Authou 1806 (618). Im weiteren Verlauf des 19. Jahrhunderts verlor die Gemeinde immer mehr Einwohner, diese Entwicklung setzte sich bis 1975 fort. Nach 1975 stiegen die Einwohnerzahlen wieder an.
Die Pfarrei Neuville-sur-Authou gehörte bis 1855 zur Diözese von Lisieux, die im selben Jahr in das Bistum Bayeux integriert wurde.

## Wappen
Das Wappen der Gemeinde ist rot mit silbernem Querstreifen und geschmückt mit drei goldenen Fischen.

## Sehenswürdigkeiten

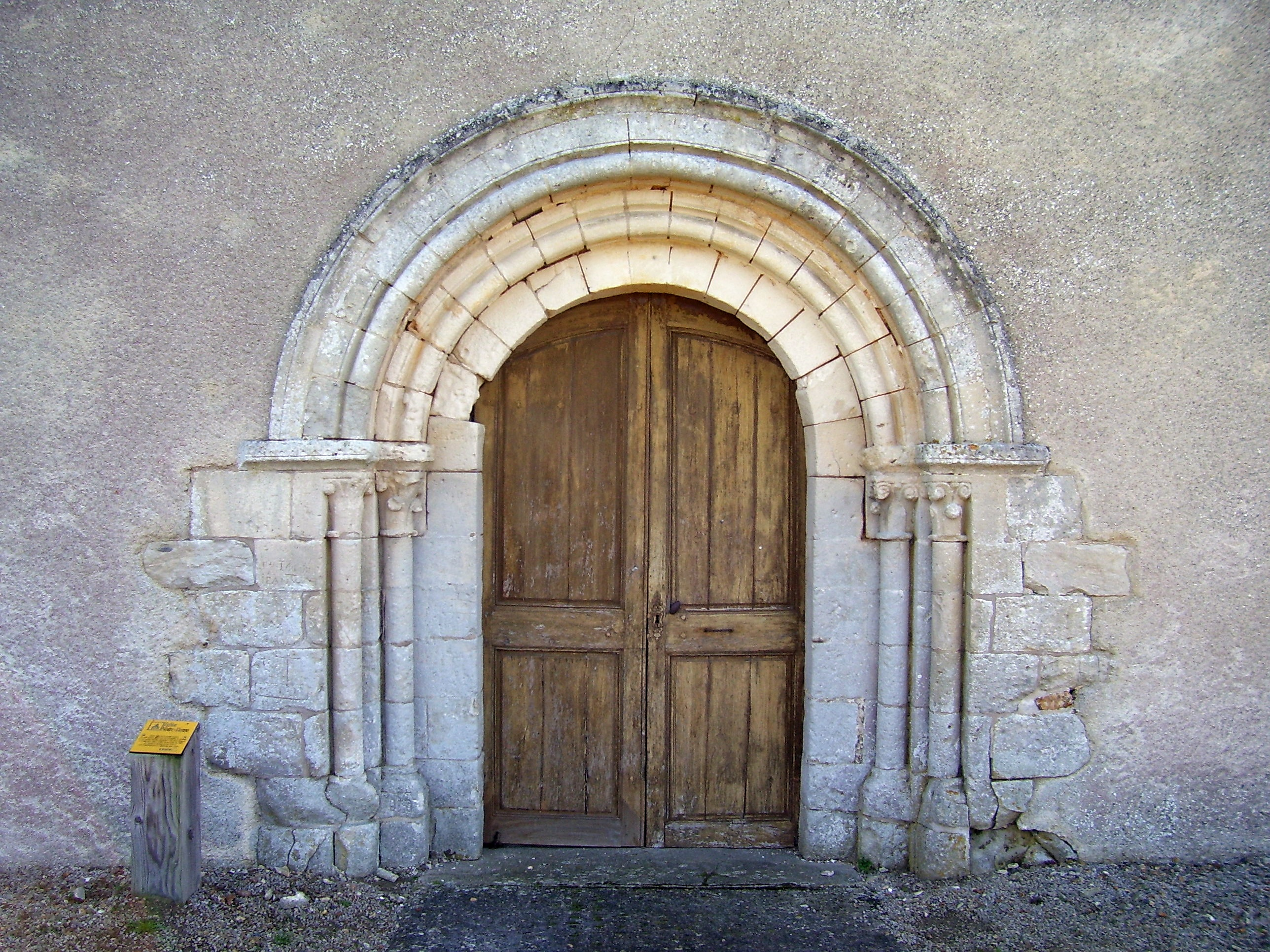
Eingangsportal der Kirche Notre-Dame

Die Kirche Notre-Dame ist in der zweiten Hälfte des 12. Jahrhunderts erbaut worden, aus jener Zeit sind nur das Eingangsportal und ein kleines Fenster im Norden des Kirchenschiffs erhalten geblieben, da romanische Elemente bei Renovierungsarbeiten zerstört wurden. Das nach Westen gerichtete Portal ist mit vier Säulen geschmückt, deren Kapitelle mit eingerollten Blättern verziert sind. In der Kirche befinden sich die Grabplatte von Charles de Boscherville († 1297), die 1907 als Monument historique (‚historisches Denkmal’) klassifiziert wurde, und ein Gemälde aus dem 18. Jahrhundert, das die Verkündigung darstellt und von François Lemoyne (1688–1737) stammt oder eine zeitgenössische Kopie eines seiner Werke ist. Es wurde 1912 als Monument historique eingestuft.

## Wirtschaft
Das Bild der Gemeinde ist von Weiden und Äckern geprägt. Wichtigster Erwerbszweig der Neuvillais ist die Landwirtschaft. Auf dem Gemeindegebiet gelten kontrollierte Herkunftsbezeichnungen (AOC) für Calvados und Pommeau (Pommeau de Normandie) sowie geschützte geographische Angaben (IGP) für Schweinefleisch (Porc de Normandie), Geflügel (Volailles de Normandie) und Cidre (Cidre de Normandie und Cidre normand).